# Alexandru Custov
Alexandru Custov (n. 8 mai 1954 – d. 20 martie 2008) Fundeni Frunzănești, judetul Călărași, a fost un fotbalist român. Este al treilea jucător după numărul de titularizări al clubului Dinamo, cu 319 apariții. El a murit pe 20 martie 2008 la 53 de ani.

## Titluri

### Club
Dinamo București
- Divizia A: 1974–75, 1976–77, 1981–82, 1982–83, 1983–84.
- Cupa României: 1981–82, 1983–84.

## Legături externe
- Alexandru Custov pe site-ul National-Football-Teams.com
- Necrolog